# 塔莱纳耶尔
塔莱纳耶尔（Thalainayar），是印度泰米尔纳德邦Nagapattinam县的一个城镇。总人口11631（2001年）。

## 人口
该地2001年总人口11631人，其中男性5681人，女性5950人；0—6岁人口1515人，其中男767人，女748人；识字率66.56%，其中男性为74.25%，女性为59.23%。